# Варванин, Александр Александрович
Александр Александрович Варванин (род. 1 мая 1997 в Горловке) — украинский футболист, выступающий на позиции защитника.

## Биография
Воспитанник ДЮСШ № 2 г. Горловка, академий донецких клубов «Шахтёра» и «Олимпика». В сезонах 2014/2015 и 2015/2016 был в заявке донецкого «Олимпика» на чемпионаты Украины, но выступал за дубль. В 2015 году играл за белоцерковскую «Смену», в 2016 году — за «Анкар» в чемпионате Харьковской области. В 2017 году прибыл на сборы в белорусский клуб «Крумкачи»: в составе клуба сыграл 10 матчей в том году, забив один гол, отдав голевой пас и получив две жёлтые карточки.
С 2018 года Варванин выступал за разные любительские клубы в чемпионатах ДНР и ЛНР: играл за «Енакиево» и «Донецк», с 2019 года играет за «Краснодонуголь» из Краснодона. В любительском футболе 8x8 выступал за команды «Втормет-Инвест» из Луганска и «Работнички» из Изварино, с 2021 года играет за краснодонское «Динамо» в соревнованиях 8x8.
С 8 по 12 декабря 2020 года Варванин выступал за команду «Восток-Уголь» из ЛНР на турнире в Сухуми «Лига братских народов-2020». 14 апреля 2021 года Украинская ассоциация футбола, расценив это как «действия и поведение, которое вредит репутации футбола и УАФ», бессрочно дисквалифицировала Варванина и ещё 25 игроков.
Варванин присоединился к «Арсеналу» в июле 2021 года и провел за «красно-белых» 7 матчей в рамках чемпионата. 24 января 2022 года по соглашению сторон расторг контракт с дзержинским «Арсеналом».